# Europeana. Une brève histoire du XXe siècle
Europeana. Une brève histoire du XXe siècle (Europeana. Stručné dějiny dvacátého věku) est une œuvre de l'écrivain tchéco-français Patrik Ouředník, parue en 2001 à Prague et en 2004 à Paris. Il s'agit du livre tchèque le plus traduit depuis l'avènement de la démocratie en 1989.

## Histoire du livre
Europeana prend de plain-pied aussi bien la crise du roman que celle de l’histoire. Il le fait par la fiction : mais cette fiction ne se tisse que de l’histoire, tamisée, filtrée par un narrateur qui ne s’exprime que dans une relation de ce qui a été, en rapportant ce qu’ont fait, pensé, subi, éprouvé « les gens », « les fascistes », « les femmes », « les hommes », « les communistes », « les jeunes écrivains », « les catholiques », « les végétariens », etc., etc. Autrement dit, le tissu du récit est l’Histoire, entre 1900 et 2000, avec parfois l’inclusion d’une profondeur de plus longue durée, en quelques phrases. Mais le roman naît de la langue ; c'est elle qui représente, aux yeux de l'auteur, “la vérité d'une époque” : « [Je pars du principe] qu'il est possible de prendre comme synonyme de la “vérité d'une époque” la langue de cette époque, autrement dit de s'emparer d'un certain nombre de tics langagiers, de stéréotypes et de lieux communs et de faire en sorte qu'ils agissent et qu'ils se confrontent au même titre que les personnages d'un récit traditionnel. ».
Le livre n’est donc ni un roman, ni un essai, ni une réflexion articulée sur le XXe siècle ; la désignation peut-être la plus astucieuse serait celle du critique tchèque Jaroslav Richter qui parle de “roman polyphonique” Tout se passe comme si le narrateur avait assimilé la culture européenne et les discussions sur cette culture, et en particulier les théories sur les races, sur les langues, sur le progrès et le scientisme, sur l’humanisme, sur l’universalisme et les particularismes, et qu’il la restituait dans une synthèse qui soude les événements les plus divers du XXe siècle, ses catastrophes et l’expérience quotidienne des hommes. 
La logique du récit paraît procéder par des rapprochements de fil en aiguille, et par collage de clichés, dans une mise à plat de la logique habituelle, qui n’est pas pourtant celle de l’absurde : on est au-delà de l’absurde, dans une proposition de restitution du vécu des humains, sans affects, sans émotion apparente. Les notes marginales qui paraissent résumer les parties essentielles de chaque page et souligner la progression de la « pensée » de l’auteur introduisent une dimension de « second degré » et de dérision, dans la mesure où elles s’attachent le plus souvent à des platitudes, ou bien radicalisent les choses. 
C’est peu dire qu’Ouředník ne craint ni les rapprochements surprenants, ni les raccourcis et même les télescopages à travers le temps et les faits, puisqu’au contraire, c’est sur eux qu’il construit son texte. Le lecteur se laisse prendre à cette réflexion qui ne se donne pas pour telle, qui est dans l’espace littéraire, et même et surtout dans la langue. Il s’agit d’un texte, ou plutôt d’une « langue », qui « transmet » pour qui veut bien s’y attacher une synthèse de l’expérience humaine du XXe siècle, tout en montrant justement son impossibilité en dehors de ce fil conducteur de l’œuvre écrite — des mots.   

## Incipit
“Les Américains qui ont débarqué en 1944 en Normandie étaient de vrais gaillards ils mesuraient en moyenne 1m73 et si on avait pu les ranger bout à bout plante des pieds contre crâne ils auraient mesuré 38 kilomètres.”

## Éditions
- Europeana. Stručné dějiny dvacátého věku. Paseka, Prague, 2001, 2002, 2006; Volvox Globator, Prague, 2012  (ISBN 8071857866).
- Europeana. Eine kurze Geschichte Europas im zwanzigsten Jahrhundert, Czernin, Wien, 2003, 2006, 2019  (ISBN 9783707606621).
- Europeana. Kratka istorija dvadesatog veka, B92, Belgrad, 2003, 2006  (ISBN 8679631779).
- Europeana. Een zeer korte geschiedenis van de twintigste eeuw, Fagel, Amsterdam, 2003; Ijzer, Utrecht, 2010  (ISBN 9789086840854).
- Europeana. A huszadik század rövid története, Kalligram, Budapest, 2003, 2006  (ISBN 8071495794).
- Europeana. Кратка история на XX век, Faakel, Sofia, 2003  (ISBN 9549772233).
- Europeana. Une brève histoire du XXe siècle, Allia, Paris, 2004, 2005, 2006, 2007, 2008, 2010, 2012, 2014, 2017  (ISBN 2844851398).
- Europeana. Trumpa dvidešimto amžiaus istorija, Apostrofa, Vilnius, 2004  (ISBN 9955605065).
- Europeana. Zwiezla historia XX wieku, Fundacja Pogranicze, Sejny, 2004, 2007  (ISBN 8386872543).
- Europeana. Una breve historia del siglo XX, Tropismos, Salamanca, 2005.  (ISBN 8493406848).
- Europeana. A Brief History of the Twentieth Century, Dalkey Archive Press, Chicago, 2005, 2006, 2008, 2011, 2015  (ISBN 1564783820).
- Ευροπεανα: Μια συνοπτική ιστορία της Ευρώπης του εικοστού αιώνα, μετφ, Kedros, Athénai, 2005  (ISBN 9789600427592).
- Europeana. Kortfattad historia om nittonhundratalet, Natur och Kultur, Stockholm, 2005  (ISBN 9789127110335).
- Evropeana. Kratka zgodovina 20. stoletja, Borec, Ljubljana, 2005, 2011  (ISBN 9619062892).
- Europeana. Breve storia del XX secolo, Duepunti, Palermo, 2005, 2009, 2011; Roma, Quodlibet, 2017  (ISBN 9788822900159).
- Европеана. Kраткая история двадцатого века, Limbakh, St. Petersburg, 2006  (ISBN 5890590901).
- Europeana. Kratka povijest dvadesetog stoljeca, Profil, Zagreb, 2006, 2012  (ISBN 953120358X).
- Europeana. Yirminci Yüzyilin Kisa Tarihib, Dost, Ankara, 2006  (ISBN 9752982522).
- Еўрапеана. Кароткі нарыс гісторыі дваццатага стагоддзя, Arche, Minsk, 2006; Logvinau, Minsk – Vilnius, 2015  (ISBN 9786098147254).
- אירופיאנה: 20 המאה תולדות קיצור, Xargol, Tel Aviv, 2006  (ISBN 9657120799).
- Europeana. En kort historie om det 20. århundrede, Gyldendal, Kopenhagen, 2007  (ISBN 9788702053579).
- ევროპეანა. მეოცე საუკუნის მოკლე ისტორია, Pegasus, Tbilisi, 2009  (ISBN 978-9941-9073-9-5).
- اوروبيانا مختصر تاريخ القر العشرين, Al Arabi Publishing, Cairo, 2013  (ISBN 9789773191900).
- Europeana. O scurtă istorie a secolului douăzeci, Vremea, București, 2014  (ISBN 9789736456336).
- エウロペアナ　二〇世紀史概説 Hakusuisha, Tokyo, 2014  (ISBN 4560090351).
- Європеана. Коротка історія двадцятого століття. Stary Lev, Lviv, 2015, 2023  (ISBN 9786176791225).
- شهرفرنگ اروپا. چکیدهای از پیدا و پنهان تاریخ قرن بیستم. Nasher Mahi, Tehran, 2015, 2016  (ISBN 9789642091911).
- Europeana. Īsa divdesmitā gadsmita vēsture, Peter Gailis, Riga, 2015  (ISBN 9789984334004).
- Europeana. Stručné dějiny dvadsiateho storočia, Premedia, Bratislava, 2015  (ISBN 9788081592089).
- Europeana. Det tjuende århundrets historie i korte trekk, Bokvennen, Oslo, 2015, 2016  (ISBN 9788274883895).
- Europeana. 2시간에 읽는 20세기 유럽역사, Open Books, Paju, 2015  (ISBN 9788932917382).
- Европеана. Кратка историja на дваеceпиoт век, Templum, Skopje, 2016  (ISBN 9786084658559).
- Europeana. Një histori e shkurtër e shekullit të XX, Ombra, Tirana, 2017  (ISBN 9789928061638).
- Europeana. Uma Breve História do Século XX. Antígona, Lisboa, 2017  (ISBN 9789726083115).
- Europeana. Kahekümnenda sajandi lühiajalugu. Loomingu Raamatukogu, Tallinn, 2018  (ISBN 9789949563975).
- Europeana. 20世紀極簡歐洲史. Domain Publishing, Taipei, 2018  (ISBN 9789579164078).
- Europeana. Isang Maikling Kasaysayan ng Ika-20 Siglo. FEU Publications, Maynila, 2021  (ISBN 9788074410673).
- Europeana. 20. vuosisadan lyhyt historia. Siltala, Helsinki, 2022  (ISBN 9789522348487).

## Adaptations théâtrale
- Théâtre du Châtelet, Paris, France, 2005
- La Manufacture, Lausanne, Suisse, 2005
- Théâtre à la Verrière, Lille, France, 2006
- Compagnie Nonante-trois, Lausanne, Suisse, 2006
- Compagnie La Base, Châtelleraut, France, 2008
- Théâtre de la Pepinière, Paris, France, 2008
- Théâtre apatride, Die, France, 2008
- Groupe Merci, Toulouse, France, 2008
- Compagnie Article 15, Rennes, France, 2008
- Compagnie du dernier soir, Paris, France, 2009
- Folies Bergère, Paris, France, 2009
- Cité-Maison de Théâtre, Marseille, France, 2009
- Theater Zuidpool, Antwerpen, Belgique, 2010
- Compagnie 100% Acrylique, Genève, Suisse, 2010
- Piccolo teatro, Palermo, Italie, 2010
- Alpaca Rose, Réunion, France, 2011
- Národní divadlo, Brno, Tchéquie, 2011
- Divadlo Kolomaz, Trenčín, Slovaquie, 2012
- Théâtre ouvert, Luxembourg, 2012
- Slovenské komorné divadlo, Martin, Slovaquie, 2014
- Hubris Théâtre, Paris, France, 2014
- Bliski Wschod, Lublin, Pologne, 2014
- Luca Théâtre, Lyon, France, 2015
- Divadlo Tramtarie, Olomouc, Tchéquie, 2015
- Compagnie Athliv, Fougères, France, 2015
- Théâtre Les Tanneurs, Bruxelles, Belgique, 2015
- Szabadkai Népszínház, Subotica, Serbie, 2016
- Théâtre des Martyrs, Bruxelles, Belgique, 2017
- Baluardo Velasco, Marsala, Italie, 2017
- Axana Arts Company, Athènes, Grèce, 2018
- Kask Conservatorium, Gent, Belgique, 2018
- Théâtre d'O, Montpellier, France, 2018
- Zagrebacko kazaliste mladih, Zagreb, Croatie, 2018
- Plesni in gledališki center, Lublaň, Slovénie, 2018
- Artangel, Machester, Grande Bretagne, 2018
- Compagnie Rêvages, Lille, France, 2019
- Sotterraneo Performance, Dro, Italie, 2020
- Royal Shakespeare Company, Stratford-upon-Avon, Grande Bretagne, 2020
- Lino Guanciale Performance, Cividale del Friuli, Italie, 2021
- Villa Glovettes, Villard, France, 2023
- Théâtre du Chien qui fume, Avignon, France, 2023
- Kungliga Dramatiska Teatern, Stockholm, Suède, 2023
- Suomen Kansallisteatteri, Helsinki, Finlande, 2023

## Adaptations cinématographiques
- Espère de même pour toi[4] (Abacaris Films, 2019) d'Arnaud de Mezamat[5].

## Adaptations musicales
- Skrytý půvab byrokracie: "Les comptes rendus d'Ourednik", 2010 (en tchèque)

## Curiosités

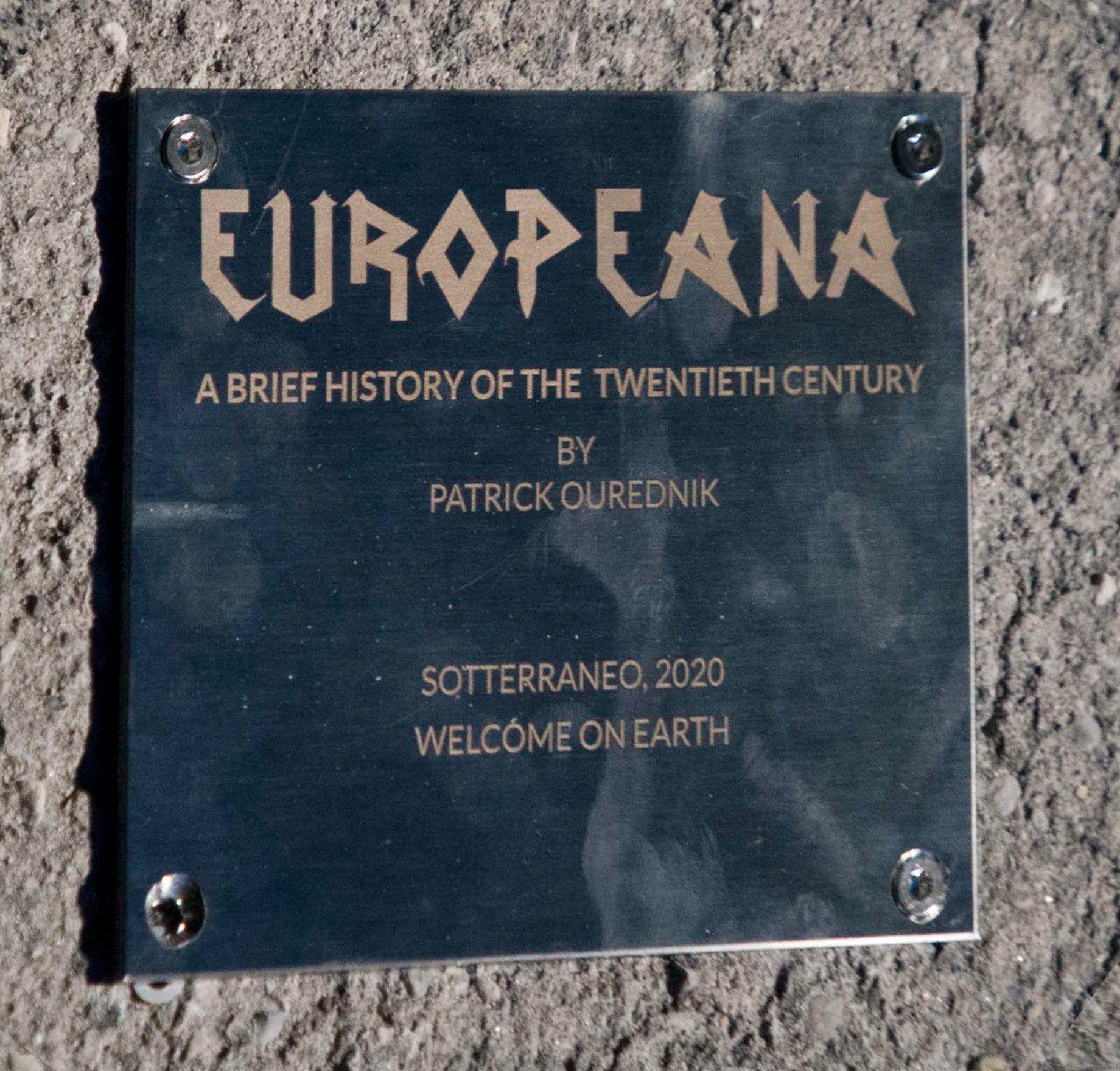

En 2020 le texte d'Europeana fut converti en code binaire et mis en capsule temporelle, puis emmuré près de la ville italienne de Dro.